# Nassauia secunda
Nassauia secunda är en stekelart som beskrevs av Girault 1932. Nassauia secunda ingår i släktet Nassauia och familjen sköldlussteklar. Inga underarter finns listade i Catalogue of Life.